# Dukagjini (Stamm)

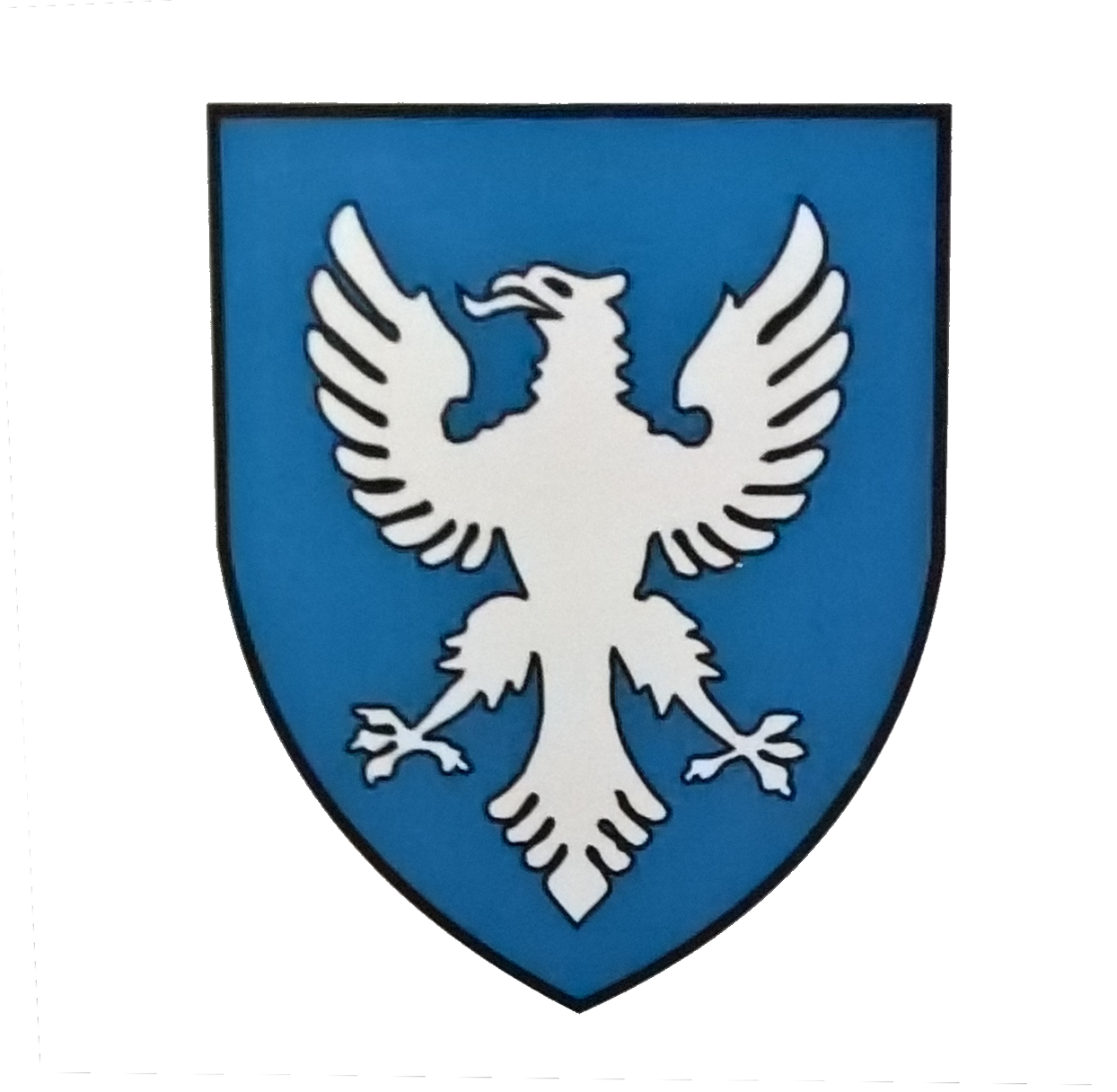
Wappen von Lekë III. Dukagjini (* 1410; † 1481)

Der Stamm der Dukagjini (lateinisch Ducaginus, italienisch Ducagini, auch: Duchayna, Docaînî, Docagîna, Ducaino, Docaino, Ducaini) nimmt in der Geschichte Albaniens eine außergewöhnliche Stellung ein und war eine der wichtigsten feudalen Familien im mittelalterlichen Albanien. Bekannt seit der Antike, waren die Dukagjini immer bei den dramatischsten Ereignissen des Landes anwesend. Einige behaupten, von diesem Clan abzustammen, der weiterhin eine wichtige Rolle in der albanischen und kosovarischen Gesellschaft spielt.
Der italienische Historiker Paolo Petta weist darauf hin, dass einige Historiker des albanischen Mittelalters die genealogischen Daten der Dukagjini falsch interpretiert haben könnten. Sie betrachteten die Dukagjini eher als eine Familie denn als einen weit verzweigten Clan, dessen Mitglieder nicht unbedingt miteinander verwandt sein mussten. Besonders die Genealogien von Ducange, Hahn und Hopf stehen nach Petta in Zweifel. Si può affermare che i Dukagjini erano presenti su entrambi i lati dei campi di battaglia nel XV secolo, compresa la fase più drammatica delle guerre contro gli Ottomani.
Ein charakteristisches Merkmal der Dukagjini war die Präsenz zahlreicher Anführer innerhalb ihres Clans sowie eine Neigung zu inneren Konflikten. Im 15. Jahrhundert war es, laut Petta, typisch, dass Mitglieder der Dukagjini bei keinem bedeutenden Ereignis der albanischen Geschichte abwesend waren, auch nicht während der kriegerischen Auseinandersetzungen mit den Osmanen. Dabei kam es vor, dass Angehörige des Clans auf beiden Seiten der Konflikte zu finden waren.
Das Wappen der Dukagjini zeigte einen einköpfigen weißen Adler auf blauem Hintergrund.
Das Wappen der Dukagjini bestand aus einem einköpfigen weißen Adler auf blauem Hintergrund.

## Herkunft
Die Herkunft der Familie ist bis heute noch nicht endgültig geklärt. Der Name „Ducagini“ leitet sich wahrscheinlich vom lateinischen Dux (Führer) und dem gebräuchlichen Namen „Gjin“, albanisch für Johann, ab.
Eine andere Theorie der Herkunft der Dukgajini soll eine Folge der angiovinischen Herrschaft (1272–1392) gewesen sein. So sollen die Dukagjini von einem Duc d’Agnin oder von Griffon de Hautefeuille entsprossen sein.

## Geschichte
Ein byzantinischer Chronist aus dem 7. Jahrhundert, der sich auf Geschichten und Legenden beruft, schreibt, dass im 5. Jahrhundert ein gotischer Stamm unter der Führung von Duca Gentius (oder Gini) sich von Dalmatien kommend in Shkodra niederließ. Später sei dieser Duca Gini vom byzantinischen Kaiser zum Sebastokrator ernannt worden und „Magister Militum“ in Dalmatien gewesen. Ducas Gentius hätte seinen Einfluss auf die Gebiete Shkodra und Durrës erweitert, wo er seine Macht ausgeübt hätte, indem er sich nach den gotischen Gesetzen und Regeln gerichtet hätte.

Zeta, ein Teil von Serbien (1082–1106)

Der russische Albanologe Vikentij Makušev behauptet, dass der Stamm im 7. Jahrhundert als Dukagjini von Arbania bekannt gewesen wären und über den albanischen Teil Montenegros geherrscht hätten (Piperi, Vasojevic, Podgorica und Kuči, d. h. Zeta).
Chroniken aus Ragusa berichten, dass 690 viele Menschen mit ihrem ganzen Hab und Gut aus Albanien (südlich von Shkodra) und Gebieten in Bosniens nach Ragusa kamen. Viele der Geflohenen aus Bosnien waren Partisanen der „Duchagini“ und retteten sich, weil sie fürchteten, dafür beschuldigt und bestraft zu werden.
Laut ragusianischen Quellen, die von Makušev veröffentlicht wurden, scheint es, dass die Dukagjini von Albanien im Jahr 695 einen Aufstand gegen die slawische Besatzung organisierten, dabei jedoch besiegt wurden und deshalb die Raguser um Schutz und Asyl baten, was jedoch abgelehnt wurde. Somit wurden die Dukagjini gezwungen, in ihr Land zurückzukehren und der slawischen Macht unterworfen zu werden. Nach den Chroniken von Ragusa stimmten die Dukagjini zu, für immer kollegial zu sein, sich aber nur untereinander zu helfen („compari per sempre e non accattarono che infra loro“).

### 13. Jahrhundert
Zwischen 1190 und 1216 gehörte das Gebiet der Dukagjini zum Fürstentum Arbëria.

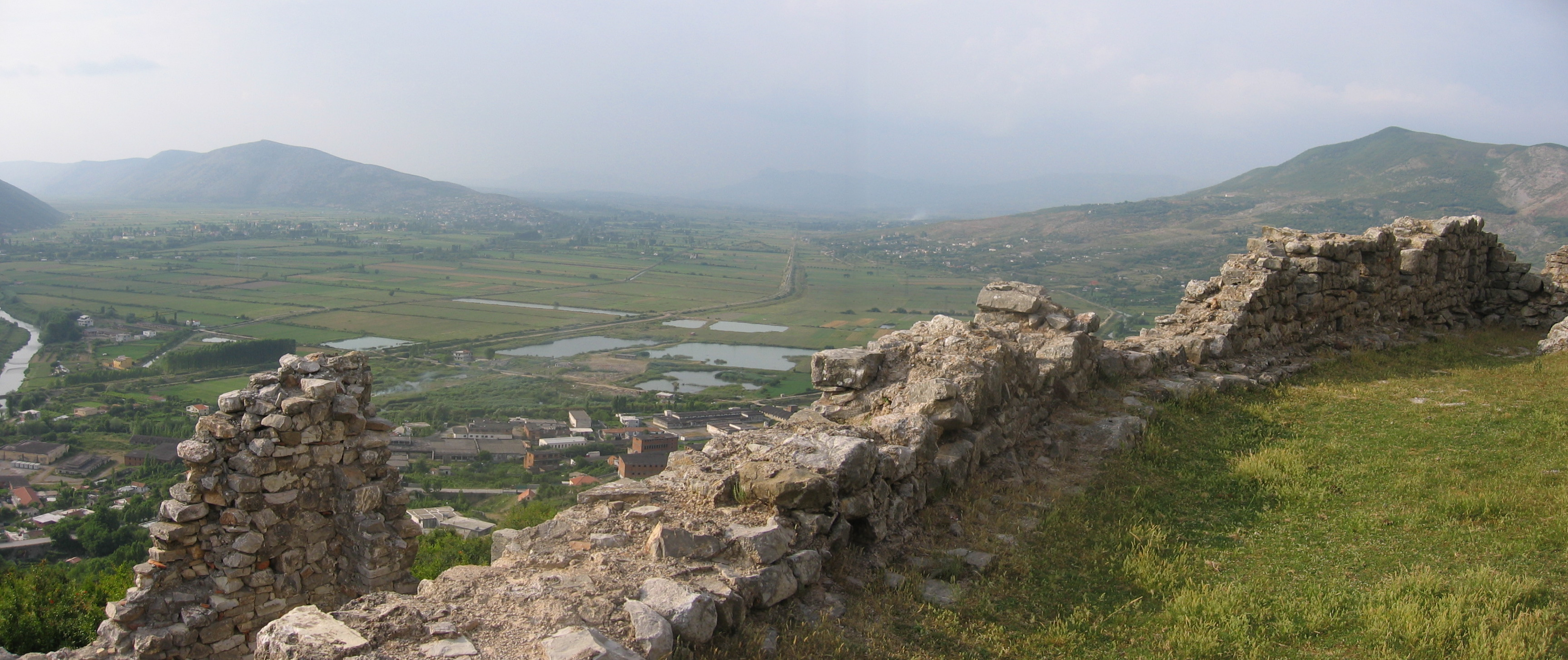
Blick von der Burg von Lezha in die Zadrima-Ebene

Laut dem schottischen Orientalisten Gibbe soll die Geschichte der Dukagjini bis zur Zeit der Kreuzzüge zurückreichen als Männer des Normannen „Le Duc Jean“ sich im Gebiet von Shkodra niedergelassen hätten und später durch Vermischung mit den Einheimischen Albaner geworden wären.
Während des Vierten Kreuzzuges (1202–1204) soll Duca Progon, Sohn von Tanush, das Gebiet seines Reiches nach Nordosten erweitert haben und soll die Gebiete bis zum Fluss Fan in der Mirdita mit Zentrum Lezha besetzt haben. Laut byzantinischer Chroniken hätte Duca Progon zwei Söhne gehabt, Pal und Lekë, die auch als Herren von Zadrima (das Gebiet zwischen dem Unterlauf der Flüsse Drin und Mat) bekannt gewesen wären. Zwei ihrer Nachkommen, Gjergj Dukagjini, Herr von Zadrima, und Tanush, Herr von Fandi (zwischen den beiden Zuflüssen des Mat), hätten viele Kinder gehabt.
1281 wurde erstmals schriftlich ein albanischer Häuptling „ducem Qinium Tanuschum“, „dux Ginius Tanuschus“ (in der byzantinischen Rangbezeichnung „Dukas Ginos“ oder Ducam Ginum Tanuschum Albanensem), Tanush I., der Ahnherr der Dukagjini als politischer Gefangener und Gegner der Anjou-Herrschaft im Regnum Albaniae erwähnt.

### 14. Jahrhundert

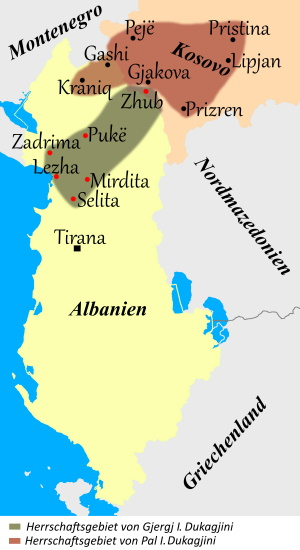
Ungefähre Lage der Herrschaftsgebiete von Pal I. und Lekë I., 1356

1356 teilte sich der Stamm der Dukagjini in zwei Teile. Im Norden erweiterte Pal I. († 1393) seine Macht auf die Stämme Gashi und Krasniqi im heutigen Albanien, Peja, Pristina, Gjakova und Prizren im heutigen Kosovo. Hauptstadt wurde Lipjan im heutigen Kosovo. Im Süden übte Lekë I. († nach 1380) seine Herrschaft in den Regionen Lezha, Zadrima, Pukë, Selita, Mirdita im heutigen Albanien und Zhub im heutigen Kosovo mit Hauptstadt Lezha und Wohnsitz in der Festung von Lezha aus.
Am 2. September 1368 schloss Alexander Giorič mit seinen Edelmännern, dem Woiwoden von in Kanina, Progan I. (Dukagjini), dem Kapitän Nikolaus von Vallona und dem Kapitän Branilo Kastriota – möglicher Vater von Pal Kastrioti – und anderen ein Bündnis mit Ragusa ab.

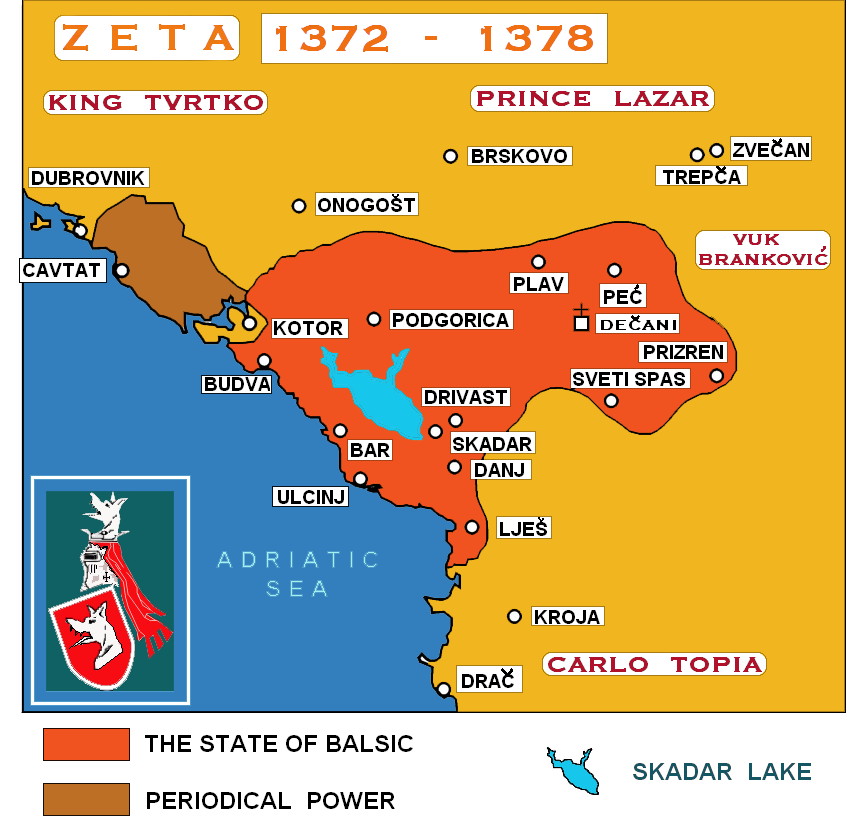
Herrschaftsgebiet der Balšić 1372–1378

1372 mussten sich die Dukagjini sich den Balšić, den Fürsten von Zeta, beugen.
In einem Dokument von Ragusa aus dem Jahr 1377 wird ein „Nicolaus Tuderovich Duchaghi“ erwähnt. Allerdings ist es nicht möglich ein Verwandtschaftsverhältnis mit anderen Mitgliedern des Dukagjini-Stammes herzustellen.

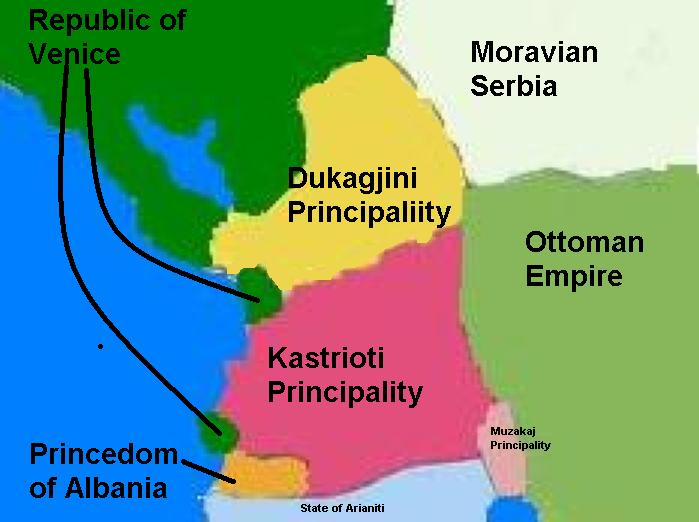
Fürstentum Dukagjini im 15. Jahrhundert

Nach Milan von Šufflay werden die Dukagjini 1387 zusammen mit den Balšić und den Kastrioti genannt. Dies ist das Jahr, in dem die Brüder Pal und Lekë I. Dukagjini das kleine Fürstentum Dukagjini um Lezha gründeten, das die Hauptstadt des Fürstentums Dukagjini wurde. Schon 1393 wurde die Stadt an Venedig abgegeben als das Fürstentum unter osmanischem Druck stand. Ende 1395 versuchte Progon II. (oder Progan; † 1401) Dukagjini, Fürst von Lezha, sich auf Kosten Georgs II. Balšić, Fürst von Zeta, in Shkodra auszudehnen. 1397 wurde der venezianische Staatsbürger Progon II. von Koja Zaharia zum Kastellan von Sati ernannt.
1398 unterstellte sich Tanush II. den Osmanen, machte sich aber 1402 nach deren Niederlage bei Ankara und der Gefangennahme des Sultans Bayezid I. wieder von ihnen frei.

### 15. Jahrhundert
In einem Dokument vom 27. Mai 1402 werden Progan II., Tanush II. und sein Sohn Pal II. erwähnt. In diesem Dokument gilt Progan II. als „Getreuer“ der Republik Venedig. Außerdem wird auch Lekë I. mit seinem Sohn Progan II., der als venezianisch loyal galt, 1397 zum Kastellan der venezianischen Burg ernannt wurde und bei der Verteidigung der Burg Sati getötet wurde. Bedroht von den Osmanen wandten sich Progan II., Tanush II. und sein Sohn Pal II. an die Republik Venedig, um Zuflucht für ihre Familien in der Stadt Shkodra zu erhalten, die zu jener Zeit zu Venedig gehörte. Der Antrag wurde bewilligt; zusätzlich zu der Erlaubnis der Unterbringung ihrer Familien in Shkodra wurde jedem von ihnen ein Pferd und ein Gehalt von drei Golddukaten pro Monat zugewiesen.
Gjergj II. Dukagjini stand 1403 in Handelsverbindung mit venezianischen Kaufleuten und wurde gleichzeitig als Pronoiar in Kakarriqi und Balldreni bestätigt. Es ist bekannt, dass er in dieser Region eine kleine Armee von 50 Rittern und 100 Infanteristen ausgebildet hatte, mit denen er auf der Seite Venedigs ins Feld zog. Sein Nachfahre Nikollë II. floh 1479 nach der zweiten Belagerung von Shkodra (1478–1479) mit 100 Familien auf venezianisches Gebiet.
Während des Ersten Shkodra Krieges (1405–1413) blieben die Dukagjini neutral und während des Zweiten Shkodra Krieges (1419–1426) unterstützten sie den serbischen Despoten Stefan Lazarević bis Januar 1423, als die Dukagjini zusammen mit anderen Stammesanführern (Paštrovići aus Zeta, Gjon I. Kastrioti und Koja Zaharia) von den Venezianern bestochen wurden. Obwohl Venedig keiner von ihnen tatsächlich mobilisierte, um Venedig militärisch zu helfen, wurden ihre Männer aus den Reihen der Stefan-Streitkräfte entfernt und wurden so zu einer potenziellen Gefahr für den Despoten. Obwohl der venezianische Kapitän des Golfes in der südlichen Adria, Francesco Bembo, Gjon I. Kastrioti (300 Dukaten), den Dukagjini, Tanush II. und Tanush III. je 100 Dukaten, und Koja Zaharia (100 Dukaten) im April 1423 Geld anbot, um sich den venezianischen Streitkräften gegen das serbische Despotat anzuschließen, lehnten diese ab.

Sandschak Albanien, 1431

Nach der Chronik von Gjin III. Muzaka hatte Gjergj I. Dukagjini drei Söhne: Gjergj III., Tanush IV. und Nikollë I. († vor 1454). Die Söhne von Nikollë, Draga und Gjergj Dukagjini, die um 1462 überfallen und getötet wurden, spielten eine untergeordnete politische Rolle.
Die Hauptvertreter des Dukagjini-Stammes im 15. Jahrhundert waren Pal II. mit seinen Söhnen Lekë III. und Nikollë II.

#### Albanischer Aufstand (1432–1436)

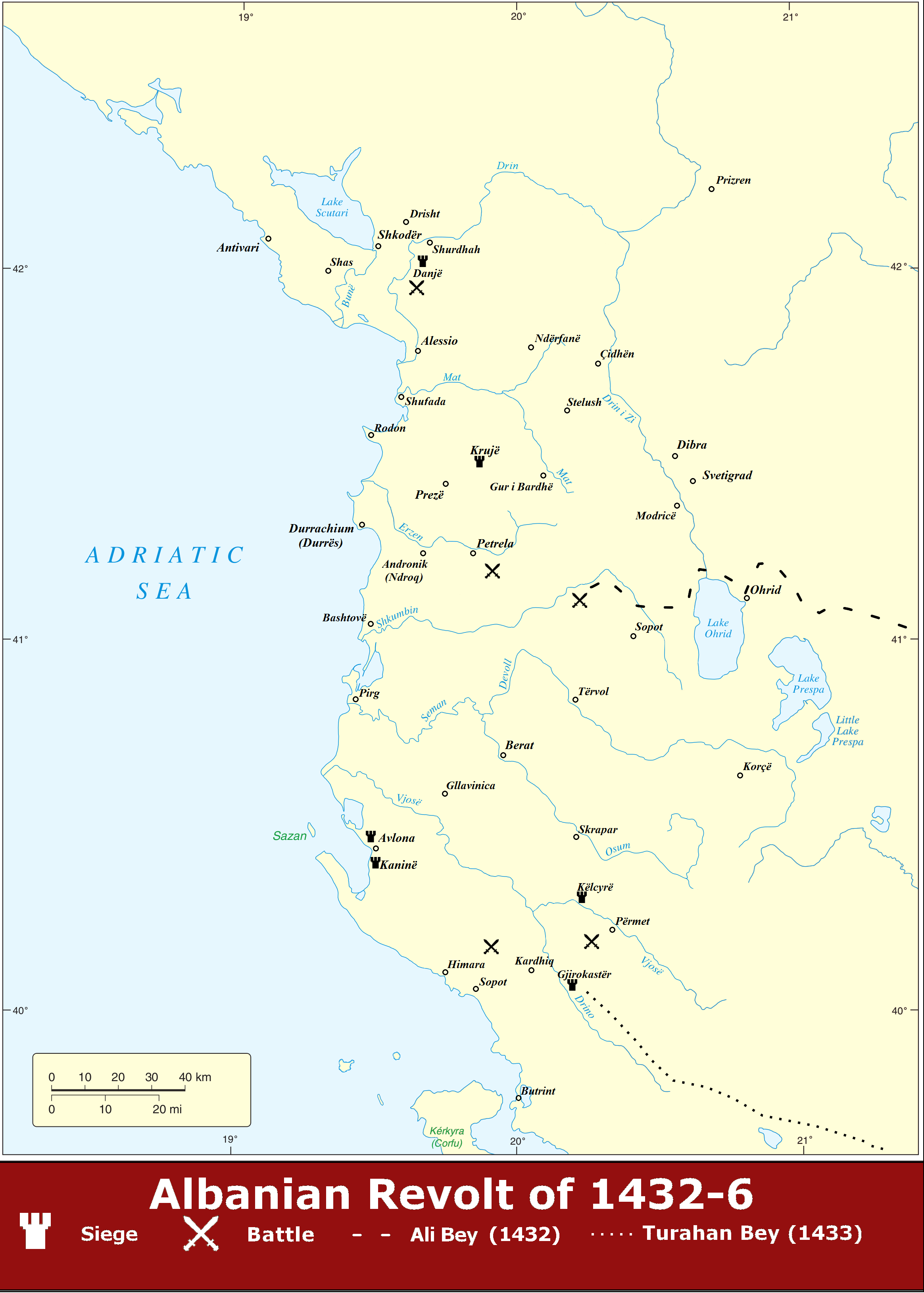
Karte der militärischen Aktivitäten während des albanischen Aufstands von 1432–1436

Zwischen 1432 und 1436 breitete sich in Albanien von Vlora bis nach Shkodra ein albanischer Aufstand gegen die Osmanen aus. Die Rebellen (Gjergj Arianiti, Andrea Thopia, Thopia Zenevisi, Nikollë II. Dukagjini) besiegten zwischen 1433 und 1436 drei große osmanische Offensiven. Nikollë II. Dukagjini nutzte den Aufstand aus, um in Nordalbanien die Gebiete des vorosmanischen Fürstentums Dukagjini zurückzuerobern und belagerte und eroberte Dagnum im Jahr 1435. Danach versuchte sich Nikollë II. mit Venedig zu verbünden, indem er den Venezianern anbot, ihre Oberhoheit zu akzeptieren und ihnen die Kontrolle über Dagnum zu gewähren. Venedig lehnte jedoch jegliche Beteiligung an seinem Plan und der Revolte ab. Was Nikollë II. nicht wusste, ist, dass Hasan Bey, der osmanische Gouverneur von Dagnum, nach seiner Niederlage um venezianische Hilfe gebeten hatte. Da Venedig die Feindseligkeit der Osmanen nicht provozieren wollte, wurde der Kapitän von Shkodra angewiesen, Hasan Bey, bei der Rückeroberung von Dagnum zu unterstützen. Venedig brach jedoch alle Beziehungen zu Nikollë II. ab. Die Streitkräfte des osmanischen Militärbefehlshabers Turahan Bey unterdrückten schließlich den Aufstand und marschierten durch Albanien, wobei sie weit verbreitete Massaker an Zivilisten verübten.
Um die osmanische Autorität zu stabilisieren, ernannte Murat II. einheimische Albaner wie Yakup Bey Muzaka und Skanderbeg zu hohen Positionen innerhalb des Sandschak Albaniens. Den Adligen, die die osmanische Oberherrschaft akzeptierten, wurden ihre vorosmanischen Besitztümer und Grenzgüter sowie ein gewisses Maß an Autonomie gewährt, während andere ins Exil geschickt wurden oder weiter Krieg führten. Murat nahm jedoch auch mehrere ihrer Söhne als Geiseln und war wütend auf die abtrünnigen Dukagjini. Er verbot Tanush II. Dukagjini, nach Albanien zurückzukehren. Tanush, der kurz als Woiwode für den venezianischen Bezirk Shkodra diente, wurde dann aber von den Venezianern des Verrats verdächtigt, verhaftet und bald danach auf das venezianische Festland geschickt. Seine Schuld wurde nicht bewiesen und so wurde er aus der Haft entlassen. Aus Furcht, dass Tanush aus Rache gegen die Interessen Venedigs vorgehen könnte, zwangen ihn die Venezianer, danach in Italien zu bleiben. Er lebte im Exil in Padua mit einer venezianischen Rente, um nie wieder in seine Heimatregion zurückzukehren.

#### Lega von Lezha (1444)

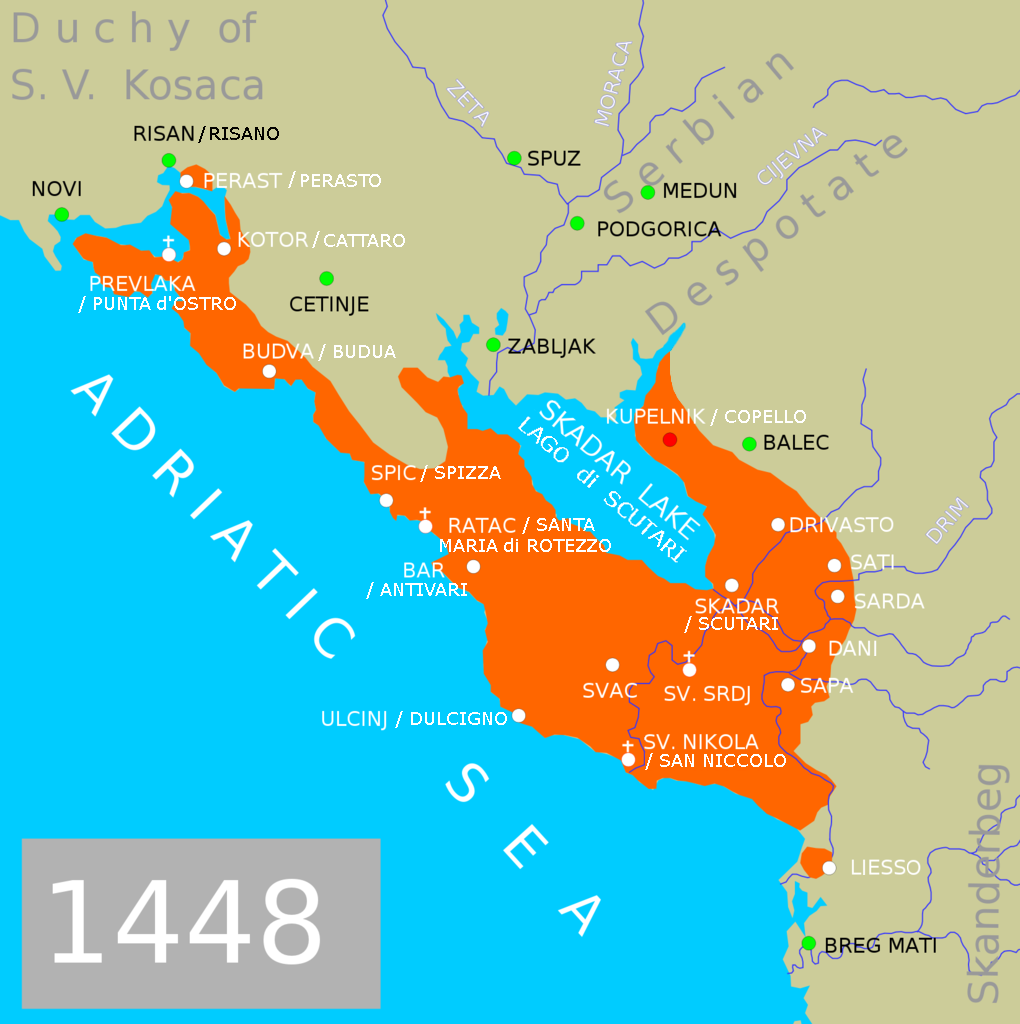
Position von Sati und Danja im Venezianischen Albanien, 1448

Am 2. März 1444 nahmen Pal II. Dukagjini und sein Sohn Nikollë II. als Vasallen von Lekë Zaharia, dem Herrn von Sati und Dagnum, an Skanderbegs Versammlung von Lezha teil. Lekë III. entschuldigte sich, weil er nicht an der Versammlung teilnehmen konnte. Nach dem Tod Pals II. (1446) übernahm Lekë die Führung der Dukagjini und nahm mit Nikollë am Albanisch-Venezianischen Krieg (1447–1448) teil.
Lekë Zaharia, Sohn von Koja Zaharia († vor 1442) wurde 1445 von seinem Pronoiar Nikollë II. Dukagjini, Sohn von Pal II. getötet. Da Lekë Zaharia keine Erben hinterließ, wurde die Festung von Dagnum von Skanderbeg im Namen der Liga von Lezha beansprucht. Zaharias Mutter Boša übergab die Burg jedoch der Republik Venedig. Diese Ereignisse lösten den albanisch-venezianischen Krieg (1447–1448) aus. 1446 erscheinen die Dukagjini in venezianischen Archiven als „ehemalige Feinde“ (tunc hostis noster). Der Krieg endete mit dem Friedensvertrag von Lezha am 4. Oktober 1448 zwischen dem Kapitän von Shkodra, Paolo Loredano, dem Gouverneur in Albanien und Vertreter der Signoria von Venedig, Andrea Veniero, und Skanderbeg und Nikollë II. Dukagjini in seinem eigenen Namen und in dem der anderen Herren von Albanien. Venedig zahlte forthin an Skanderbeg und seine männlichen Erben jährlich 1400 Dukaten. Dafür gingen Dagnum und alle umliegenden Gebiete an Venedig. (Venezianisches Albanien) Außerdem hatte Skanderbeg jährlich als symbolische Anerkennung der venezianischen Oberhoheit vier Jagdvögel nach Shkodra zu schicken.
1452 lag Scanderbeg mit Pal III. und Nikollë II. in Fehde. Die Kurie, die sich der Treue der Dukagjini sicher war, befahl Pal Angelo am 20. Juli 1452 eine Versöhnung zwischen den Parteien einzuleiten, die aber erst 1463 zustande kam. Ab dem 21. Oktober 1454 erklärte sich Pal III. Dukagjini zum Vasallen von Alfons V. von Aragon, dem König von Neapel. Im Gegenzug erhielt er eine Subvention und verstieß gegen den Zehnjahrespakt, der ihn an Venedig band. Die Kurie nahm Pal III. am 1. Juni 1457 als „katholischen Fürsten“ in ihren besonderen Schutz. Pal III. lief 1457 zu den Osmanen über.

#### Türkeneinfälle

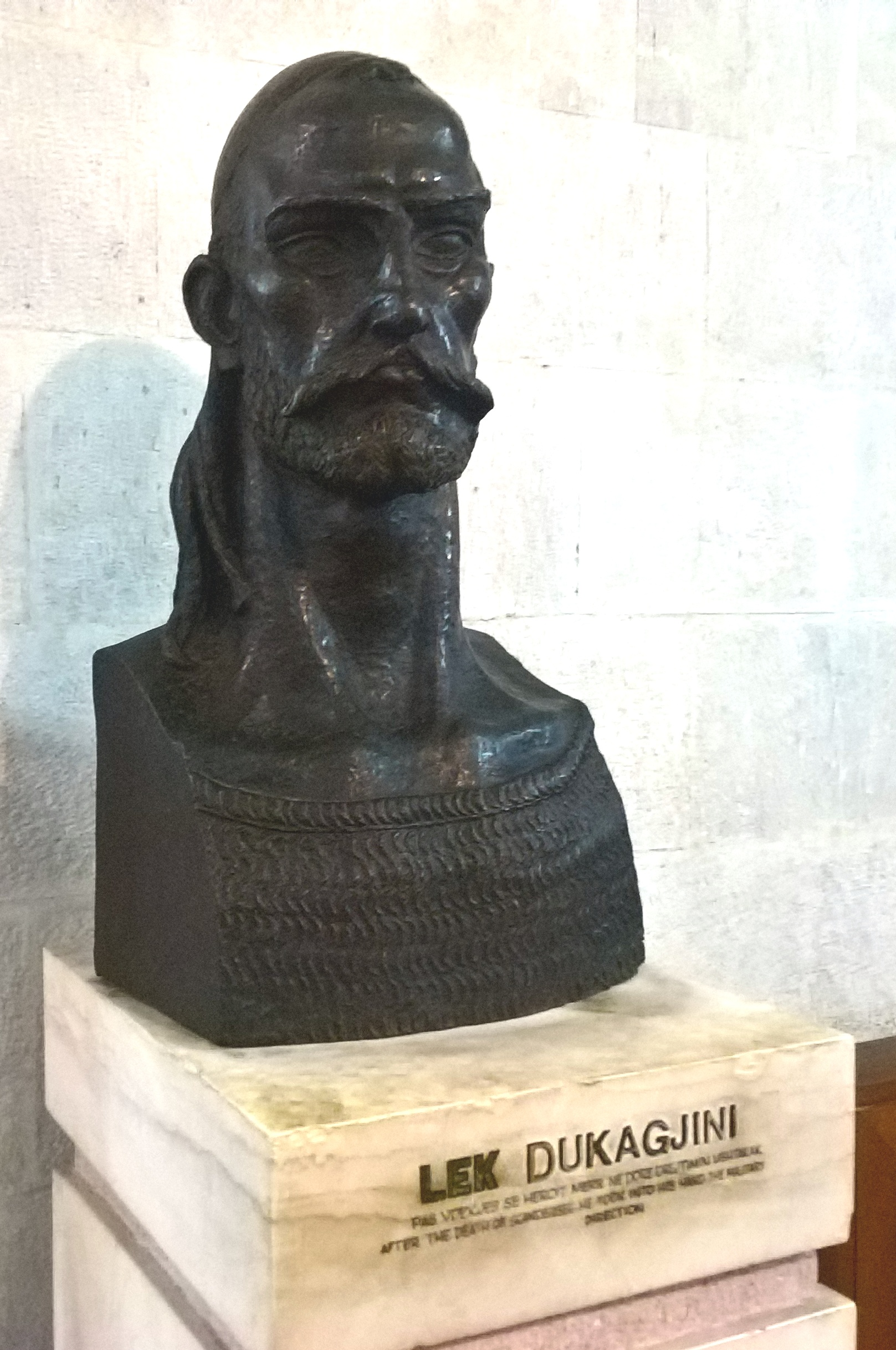
Lekë III. Dukagjini im Skanderbeg-Museum in Kruja

Während der Türkeneinfälle der Jahre 1455–1456 hatte Lekë III. als venezianischer Vasall Dagnum verteidigt. Wegen einiger zweifelhafter Verdächtigungen überwarf sich Lekë mit den Venezianern und besetzte am 4. November 1456 mit seinen Truppen Dagnum, ließ den dortigen venezianischen „Rettore“ verjagen und dessen Gattin und Kinder gefangen nehmen. Sofort warb Venedig 200 Söldner an und sandte sie nach Albanien, wo nun zu den osmanischen Verheerungen noch ein neuer innerer Krieg dazu kam.
Im August 1457, als ein osmanisches Heer Kruja belagerte, konnte Venedig Dagnum zurückgewinnen. Im August 1457 hatten die Osmanen alle Ebenen Albaniens besetzt. Daraufhin verband sich Lekë mit den Osmanen und nahm mit ihrer Hilfe Sati. Dieses Bündnis veranlasste Skanderbeg, sich mit Venedig gegen Lekë zu verbinden.
Am 14. Februar 1458 wurde in Shkodra ein Friedensvertrag zwischen den Vertretern Venedigs und den Brüdern Lekë III., Nikollë II., Gjergj IV. und ihrem Cousin Draga († 1462; Sohn von Nikollë I.), unterschrieben. Venedig vergab den Dukagjini alle vergangenen Straftaten und empfing sie als Freunde. Die Brüder Dukagjini übergaben dem Kapitän von Shkodra, Benedetto Soranzo, die Rogamenia (eine kleine Ebene um das Dorf Rrogam) mit all seinen Gebäuden und das Gebiet Dagnum. Lekë III. übergab auch die Burg von Sati mit ihren Bergen, die zerstört und nie wieder aufgebaut werden sollte. Darüber hinaus sollte niemand ohne die Zustimmung von Venedig in jenem Gebiet leben. Dafür blieb ihm der Rest des Landes am Berg von Sati, in der Zadrima und die Besitzungen jenseits des Drin als Lehen gegen einen Jahreszins von einem Doppiere (doppelte Wachsfackel) von 10 Pfund Wachs, die nach Venedig geschickt werden sollte. Salz sollten sie nur vom Staat liefern lassen. Auf jede Anforderung der Venezianer oder ihrer Vertreter sollten die Dukagjini die Ribellen, die sich in ihrem Gebiet aufhielten, verhaften und den Venezianern ausliefern. Venedig verpflichtete sich dasselbe mit den Dukagjini zu tun. Doch bald suchte Lekë schon neue Konflikte, denn im November 1458 bezeichnete Venedig ihn und seinen Cousin Pal III. als „Abtrünnige“; wahrscheinlich hatten sie die Oberhoheit des Sultans Mehmed II. anerkannt.
Da im Vertrag vom 14. Februar 1458 Skanderbeg nicht eingeschlossen war und Lekë die Beziehungen zu den Osmanen nicht abbrach, schritt Papst Pius II. ein und forderte den Erzbischof von Bar auf, Lekë und seinen Cousin Pal III. „ferandæ sententiæ“ zu exkommunizieren, falls sie nicht binnen 15 Tagen die Beziehungen zu den Osmanen abbrächen. Während Draga Dukagjini von den Venezianern als Freund bezeichnet wurde, galt Pal III. als Nachbar, mit dem es ernsthafte Probleme gab, die zu überwinden waren. 1470 besiegte der Verbündete Venedigs Nikollë II. seinen Bruder Lekë III., der auf der Seite der Osmanen stand und 1471 kehrte der junge Progon Dukagjini zum christlichen Glauben zurück, während sein Bruder (ein anderer Nikollë) noch bei den Osmanen war.
Der Historiker Giammaria Biemme beschrieb in seiner Biografie „Istoria di Giorgio Castrioto“, dass Lekë III. Dukagjini den Albanern die Nachricht über den Tod Scanderbegs (1468) laut schreiend überbracht hätte, indem er seine Kleider zerriss und sich die Haare ausriss („… squarciandosi le vesti, e svellandosi i capelli…“). Eigentlich kann man Lekë nicht als treuer Begleiter Scanderbegs bezeichnen, da er lange Zeit sein Feind war.
Angesichts des ständig zunehmenden Drucks der Osmanen auf das Territorium der Dukagjini konnte der Erzbischof von Durrës, Pal Engjëlli, die beiden Anführer, Lekë III. Dukagjini und Skanderbeg, 1463 versöhnen. Lekë Dukagjini schloss sich der Liga von Lezha an und kämpfte bis zu Skanderbegs Tod (1468) treu an seiner Seite.

#### Nach dem Tod Skanderbegs
Nach dem Tod Skanderbegs am 17. Januar 1468 wurde Lekë Dukagjini zu einer der Hauptfiguren im Krieg gegen die Osmanen. Die Osmanen besetzten fast ganz Albanien, plünderten bis Shkodra, Lezha und Durrës und verschleppten in wenigen Wochen über 8000 Menschen. „In ganz Albanien sehen wir nur Türken“, lautete eine gleichzeitige Depesche. Daneben befehdeten sich noch die alten Stammeshäuptlinge untereinander. Die Brüder Nikollë II. und Lekë III. verjagten ihren Bruder Progan IV., der erst durch Venedigs Eingriff wieder seinen Erbteil erhielt.
Draga Dukagjini (Sohn von Nikollë I.), der mit Ehren im Dienst Venedigs stand und dort seinen Wehrdienst leistete, starb 1462 in Venedig. Er soll ermordet worden sein.
Als die letzten Hochburgen 1478 (Kruja) und 1479 (Shkodra) an die Osmanen fielen, suchten Lekë III. und sein Bruder Nikollë II. Zuflucht in Italien.

#### Rückkehr nach Albanien
Nach dem Tod von Sultan Mehmed II. am 3. Mai 1481 brachen im Osmanischen Reich sofort Unruhen aus, was die Entsendung neuer Truppen für die in Otranto belagerten Osmanen verhinderte. Gjon II. Kastrioti galt für die Albaner, die sich mit der Osmanenherrschaft nicht abfinden wollten, zum Hoffnungsträger. Als Sohn des großen Skanderbeg sollte er den Aufstand gegen die Besatzer anführen. Zusammen mit Gjon und seinen Truppen segelten sein Cousin Konstantin (Costantino) Muzaka und die Brüder Nikollë II. und Lekë III. Dukagjini auf vier neapolitanischen Galeeren nach Albanien. Gjon ging südlich von Durrës an Land, während Konstantin weiter südlich nach Himara segelte. Die Ragusaner berichteten Anfang Juni 1481 nach Neapel, dass Nikollë II. wieder in Albanien eingetroffen sei; am 15. Juni konnten sie das gleiche von Lekë III. berichten. Die Zahl der Kämpfer vermehrte sich rasch durch Aufständischen. Nikollë und Lekë Dukagjini reisten nach Nordalbanien, wo sie im Hochland von Lezha und Shkodra den Aufstand anführten. Die Streitkräfte von Nikollë und Lekë griffen die Stadt Shkodra an und zwangen somit Hadım Süleyman Pascha, weitere Hilfstruppen in die Region zu schicken. Konstantin führte militärische Aktionen in der Küstenregion von Himara durch, während eine albanische Infanterie von ungefähr 7000 Mann sich um Gjon Kastrioti versammelte, um zu verhindern, dass Vlora erneut die osmanische Garnison in Otranto erreichen konnte.  Gjon besiegte eine osmanische Armee von 2000 bis 3000 Mann, eroberte Himara am 31. August 1481 und später die Burg Sopot bei Borsh und nahm Hadım Süleyman Pascha gefangen, der als Siegestrophäe nach Neapel geschickt wurde und schließlich unter einem Lösegeld von 20000 Dukaten freigelassen wurde. Ihr vorübergehender Erfolg hatte äußerliche Auswirkungen auf die Befreiung von Otranto am 10. September 1481 durch neapolitanische Truppen. Vier Jahre lang konnte Gjon sich im Gebiet zwischen Kruja im Norden und Vlora im Süden halten. 1484 kehrte er aber endgültig nach Italien zurück. Über die Dukagjini schweigen die Quellen.
Auch die Nachkommen von Progan II. lebten noch im 17. Jahrhundert in der Republik Venedig.
Von Stefan, dem Sohn von Lekë II. und Bruder des gegen die Osmanen gefallenen Nikollë IV., stammte eine Linie in Ancona, die in seinen Enkeln erlosch.

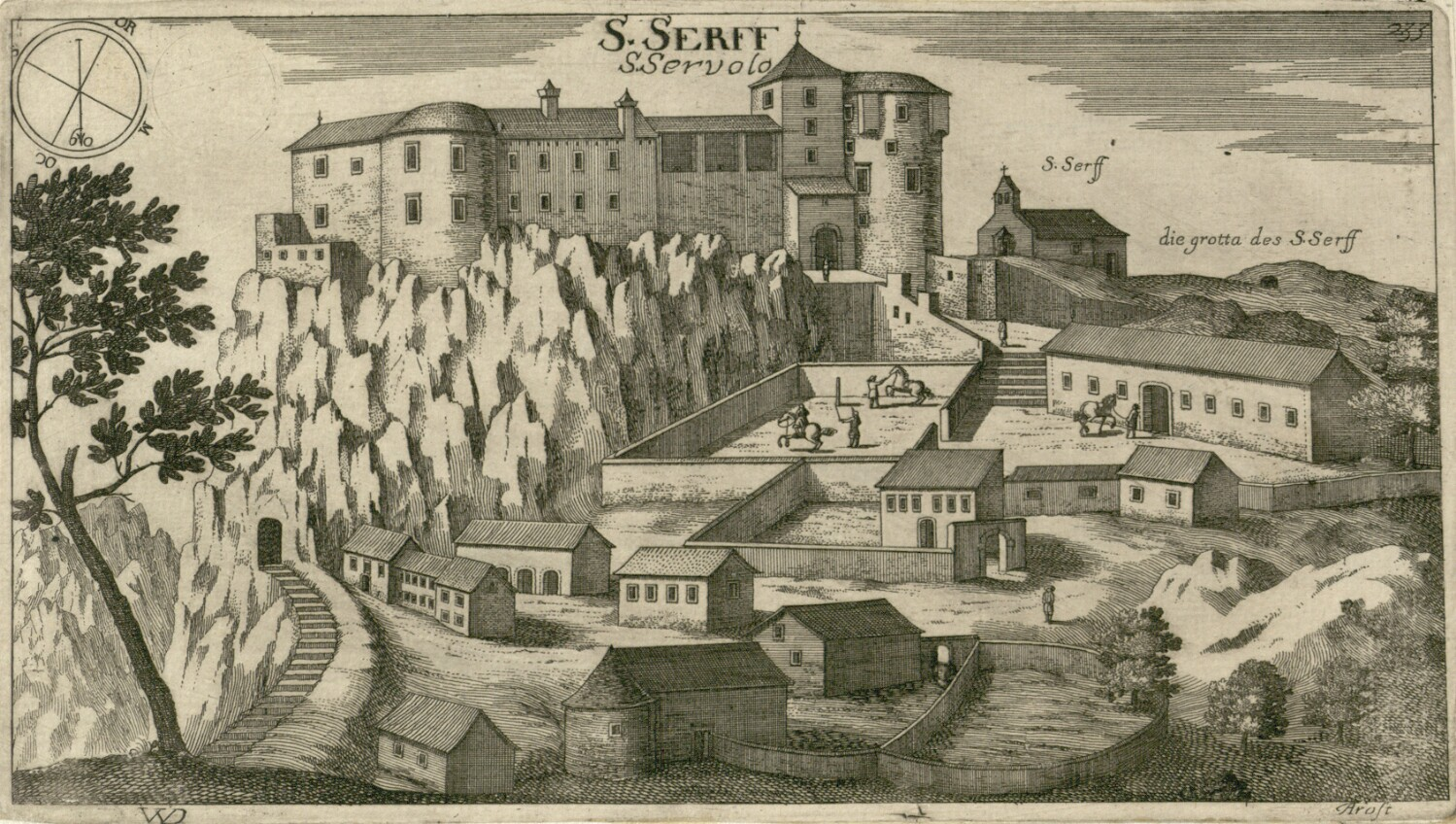
Schloss Sankt Serff, 1679

Einzelne Vertreter der Ducaino (Dukagjini) zogen bereits Ende der 1470er Jahre ins venezianische Istrien, um wichtige militärische und administrative Aufgaben für die Republik Venedig zu erfüllen. Diese Ducaino starben 1609 in der männlichen Linie aus. Am 4. Dezember 1480 ernannte der Doge von Venedig, Giovanni Mocenigo, den verdienstvollen „Scutarino Giovanni Duchayno“, Sohn von Demetrio, Kastellan des Schlosses Sankt Serff in Capodistria heute in Slowenien.

### 16. Jahrhundert
Im frühen 16. Jahrhundert war der Anführer des Dukagjini-Clans ein Stefan (wahrscheinlicher Sohn von Leke III.), der mit seinem Sohn Gjin 1501 am Feldzug von Giorgio Kastrioti (Sohn von Gjon II.) in Albanien teilgenommen hatte und der zu jener Zeit in Ulcinj ansässig war. Dieser Stefan heiratete offenbar eine Spano (auch Spani, Shpani). Ein Bruder von ihm, Nikollë, heiratete eine Ralli. Ein anderer seiner Söhne, Lekë, heiratete Pentesilea, die Tochter von Konstantin Arianiti, ein in Italien tätiger albanischer Anführer und Stradiot; eines ihrer Kinder hätte einen Guido Antonio di Montefeltro geheiratet. Ein „Luca  [Lekë] Ducagini Duca di Pulato (Pult)e dell stato Ducagino“ wurde 1506 in Venedig dokumentiert.
Einige Jahrzehnte später taucht in einem Dokument, das mit ziemlicher Sicherheit falsch ist (datiert 1560, veröffentlicht aber erst 1583), ein Leka Dukagjin auf, in dem er sein Recht geltend macht, von Papst Pius IV. 20 Dukaten Rente pro Monat zu erhalten. Folglich waren zu jener Zeit einige Dukagjini oder, die die es behaupteten zu sein, in Italien auf der Suche nach mehr Glück.
Andere Dukagjini, die in Albanien blieben, kamen über die Knabenlese in den osmanischen Dienst, wurden zum Islam bekehrt und erreichten hohe Positionen bei den Osmanen.
Nikollë III., Gjergjs III. Sohn, trat zum Islam über. Ein Nachkomme von ihm war der Sandschak-bey Skanderbeg, der 1510 lebte.

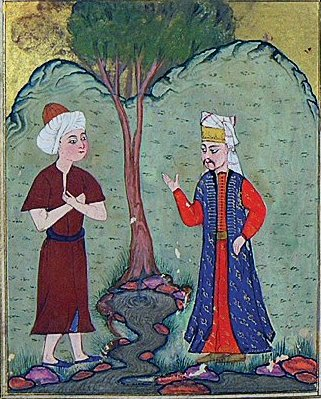
Bild von Taşhcah Yahya Bey im Buch Meşâirü'ş-Şuârâ von Aşık Çelebi

Progon V., Sohn von Nikollë II., konvertierte sich zum Islam, nahm den Namen Ahmed (Dukakinoğlu Ahmed Pascha; † 1515) an und stieg unter Bayezid II., von dem er eine Tochter heiratete, in die höchsten Ämter des Osmanisches Reiches auf. Unter Selim I. wurde er vom 18. Dezember 1514 bis 8. September 1515 sogar Großwesir. Dessen Sohn Dukagin-zâde Mehmed Pascha († 1557) ließ als Beylerbey von Aleppo und später von der Großprovinz Ägypten einen großen Teil der Wirtschaftsbauten dieser wichtigen Handelsstadt errichten. Die meisten dieser monumentalen Bauten existierten bis zum Beginn des syrischen Bürgerkrieges 2011. Dukagjinzade Osman Efendi (Sohn von Dukagin-zâde Ahmed Pascha) war Qādī von Istanbul und machte sich als Wissenschaftler und Autor verschiedener Werke einen Namen. Ein bekannter und hochgeschätzter Spross der Dukagjini war auch der Dichter Taşhcah Yahya Bey, gestorben 1575/76 und Dukagjinzade Ahmed Bey gilt als ein bedeutender Vertreter der osmanischen mystischen Dichtkunst.
Wieder andere Dukagjini, die demselben Clan angehörten, aber nicht unbedingt dieselbe Abstammung hatten, standen im Dienst des Sultans Bayezid II. Zu nennen ist der Wesir Daud (auch Daut), der an der zweiten Belagerung von Shkodra (1478–1479) und 1492 an heftigen Repressionen und massiven Sklavenüberfällen im Gebiet von Tepelena teilgenommen hatte und reich gestorben sein soll.
Viele andere in ihren Berghochburgen widersetzten sich standhaft der osmanischen Herrschaft und blieben als Katholiken mit einem gewissen Maß an Autonomie unter ihrem berühmten „Kanun des Lekë Dukagjini“.

## Nachkommen
Laut dem Bibliothekar Ersch und dem Universalgelehrten Gruber erschien 1281 Tanush I. (Dux Ginus) als Ahnherr der Dukagjini, der nach späteren Sagen aus Frankreich eingewandert, der Herr von Zadrima, Pukë und Selita im heutigen Albanien gewesen wäre.
- Tanush I. (* 1260)[15]
  - Gjin ⚭ Tochter von Stefan Progan[15]
    - Progan I. (* ca. 1290), Woiwode von Kanina (1368); ⚭ ?[15]
      - Irene ⚭  Stracimir Balšić, Fürst von Zeta und Sohn von Balša I.[15]
      - Lekë I.(* ca. 1320, bl. 1380),[68] Fürst von Lezha (1387–?)[15]
        - Progan II. († nach 27. Mai 1402[69]), Fürst von Lezha (? bis nach 27. Mai 1402), Kastellan von Sati ab 1397 ⚭ 1394 Voisava Thopia, Tochter von Karl Thopia[15]
          - Demetrio[Anm. 7]
            - Giovanni, Kastellan des Schlosses Sankt Serff[70]

        - Tanush II. (* ca. 1350; nach 1436 in Padua[35]), der Große von Fanti[15]
          - Gjergj II. (* ca. 1380; † vor 1409), der Jüngere[15]
            - Pal III.  (* 1411; † 1458), Herr von Sadrima (Zadrima), Fanti (Fan), Paliti (Pult), Flati (Flet), Sati (Shat)[71] ⚭  eine Schwester von Gjergj Arianiti[Anm. 8][Anm. 9][15]

          - Pal II. (* err. 1385;[72] † Dezember 1446), Herr von Buba,[Anm. 10] Churichuchi, Leuruscho und Baschino[15]
            - Lekë III.[Anm. 11][73] (* um 1410; † nach 15. Juni 1481[12]) ⚭ Teodora Muzaka[74]
              - Stefan (möglicher Sohn von Lekë III.) ⚭ Angelina Span, Tochter von Alessio Span[47][75]
                - Gjin[47]
                - Lekë IV ⚭ Pentesilea Arianiti[47]
                  - ♀ ⚭ Guido Antonio di Montefeltro[47]

              - Nikollë ⚭ Ralli[47]

            - Nikollë II.[Anm. 12][73] (*um 1410; † nach 1481) ⚭ Chiranna Arianiti Komneni, Tochter von Gjergj Arianiti[71]
              - Draga († 1462, ermordet)[53]
              - Gjergj († 1462, ermordet)[53]
                - Nikollë III.[Anm. 13][76]

              - Progon V.[Anm. 14][77] wurde Muslim und nahm den Namen Ahmed an (Dukagin-zâde Ahmed Pascha)[65]
                - Dukagin-zâde Mehmed Pascha[Anm. 15][78]
                  - Dukagin-zâde Osman Efendi[Anm. 16][12]

            - Progon III. († vor 1471)[73][Anm. 17][15]
            - Gjergj IV. († nach 1458),[45] Priester[73]

          - Lekë II. (bl. 1380)[79]
            - Stefan[59]
              - ? (wanderte nach Ancona aus)[Anm. 18][59]

            - Nikollë IV. († gefallen im Krieg gegen die Osmanen)[59]

          - Kale (♀)

        - Gjergj I., Fürst von Lezha 1393 bis 1401 ⚭?[Anm. 19][15]
          - Nikollë I. († 1452–1454;[76] der Alte)[15]
          - Gjergj III.[15]
          - Tanush IV.[15]

      - Pal I. († 1393), Fürst von Lezha (1387–1393)
        - Tanush III. (der Kleine) († vor 1433)[Anm. 20]
        - Andrea († 1416)[Anm. 21][15]
          - Lekë (wahrscheinlicher Sohn von Andrea)[Anm. 22][15]